# Batrachoseps pacificus
Batrachoseps pacificus är en groddjursart som först beskrevs av Cope 1865.  Batrachoseps pacificus ingår i släktet Batrachoseps och familjen lunglösa salamandrar. IUCN kategoriserar arten globalt som livskraftig. Inga underarter finns listade.